# Ли, Малкольм Д.
Малкольм Д. Ли (англ. Malcolm D. Lee; род. 11 января 1970, Куинс, Нью-Йорк) — американский режиссёр, продюсер, сценарист и актёр.

## Биография
Малкольм Д. Ли родился 11 января 1970 года в Куинсе (Нью-Йорк). Родители — школьный учитель и администратор медицинской документации. После школы окончил Коллегиальный институт Пакера, высшее образование получил в Джорджтаунском университете. С 1993 года начал карьеру кинематографиста ассистентом режиссёра, с 1999 года начал режиссировать самостоятельно. Менее известен как продюсер (2008, 2013, 2016 — н. в.), сценарист (1999, 2008, 2013, 2021 — н. в.) и актёр (1999, 2021 — н. в.) Основатель и владелец компании Blackmaled Productions.

### Семья и родственники
- Билл Ли[англ.] (род. 1928), дядя. Музыкант.
- Консуэла Ли Мурхед[англ.] (1927—2009), тётя. Джаз-пианистка, композитор, аранжировщица, профессор теории музыки.
- Спайк Ли (род. 1957), двоюродный брат. Режиссёр, продюсер, сценарист и актёр.
- Дэвид Ли (род. 1961), двоюродный брат. Кинофотограф.
- Жуа Ли[англ.] (род. 1962), двоюродная сестра. Актриса, сценаристка и продюсер.
- Синке Ли[англ.] (род. 1966), двоюродный брат. Актёр, сценарист, продюсер, режиссёр и монтажёр.

В начале июня 2000 года Ли женился на малоизвестном телепродюсере по имени Камилла Бэнкс. У пары трое детей.

## Награды
С полным списком кинематографических наград и номинаций Малкольма Д. Ли можно ознакомиться на сайте IMDb.
- 2000 — Black Reel Awards[англ.] в категории «Лучший режиссёр» за фильм «Шафер».
- 2000 — Премия NAACP Image в категории «Лучший альбом» за фильм «Шафер».

## Избранная фильмография
| - 1996 — Девушка № 6 / Girl 6 — режиссёр-стажёр - 1999 — Шафер / The Best Man - 2002 — Тайный брат / Undercover Brother - 2005 — Роллеры / Roll Bounce - 2006 — Все ненавидят Криса / Everybody Hates Chris — эпизод Everybody Hates the Lottery - 2008 — Добро пожаловать домой, Роско Дженкинс! / Welcome Home Roscoe Jenkins - 2008 — Блюзмены / Soul Men - 2013 — Очень страшное кино 5 / Scary Movie 5 - 2013 — Шафер 2 / The Best Man Holiday - 2016 — Парикмахерская 3 / Barbershop: The Next Cut - 2017 — Огнестрел / Shots Fired — эпизод Hour Four: Truth - 2017 — Улётные девочки / Girls Trip - 2018 — Вечерняя школа / Night School - 2019 — Wu-Tang: Американская сага / Wu-Tang: An American Saga — эпизод Box in Hand - 2021 — Космический джем: Новое поколение / Space Jam: A New Legacy | - 2008 — Добро пожаловать домой, Роско Дженкинс! / Welcome Home Roscoe Jenkins — исполнительный - 2013 — Шафер 2 / The Best Man Holiday - 2016 — Парикмахерская 3 / Barbershop: The Next Cut — исполнительный - 2017 — Улётные девочки / Girls Trip - 2018 — Вечерняя школа / Night School — исполнительный - 1999 — Шафер / The Best Man - 2008 — Добро пожаловать домой, Роско Дженкинс! / Welcome Home Roscoe Jenkins - 2013 — Шафер 2 / The Best Man Holiday - 1999 — Шафер / The Best Man — Эмси - 2021 — Космический джем: Новое поколение / Space Jam: A New Legacy — Пит (в титрах не указан) - 1992 — Малкольм Икс / Malcolm X — ассистент пост-продакшен; ассистент сет-продакшен |